# Zhejiang University of Technology
Zhejiang University of Technology (kinesiska: 浙江工业大学) är ett universitet i Kina.   Det ligger i provinsen Zhejiang, i den östra delen av landet, 1 100 km söder om huvudstaden Peking. 